# Samsara (2011)
Samsara ist ein experimenteller Dokumentarfilm aus dem Jahr 2011 von Ron Fricke. Zusammen mit dem Produzenten Mark Magidson hatte er bereits Baraka realisiert. Samsara wurde in einem Zeitraum von über vier Jahren in 25 Ländern rund um die Welt aufgenommen und hält nicht nur angenehme Eindrücke bereit. Der Film bietet unter anderem einen kritischen Blick auf die menschliche Nahrungsmittel- und Konsumkette. So zeigen Sequenzen die Art und Weise des Umgangs mit den tierischen Nahrungsquellen. Gedreht wurde auf 70-mm-Film. Der Film feierte 2011 Premiere auf dem Toronto International Film Festival und wurde im August 2012 international veröffentlicht.
Wie bereits der Vorgängerfilm von Ron Fricke kommt auch Samsara ohne Hauptdarsteller, Dialoge oder Erzähler aus. Hauptanliegen der Dokumentation ist es den Kreislauf des Lebens in bunten und bewegten Bildern darzustellen, die wie eine nonverbale, geführte Meditation wirken sollen. In einer Montage-Technik reihen sich Bilder des Daseins auf unserem Planeten aneinander. Von teils sphärischer Musik untermalt, wecken sie so positive wie negative Assoziationen, zeigen weltliche wie spirituelle Szenarien.

## Inhalt
Die Dokumentation beginnt als Vorspann mit Bildern asiatischer Tempeltänzerinnen, daran schließen sich die monumentalen Aufnahmen eines Vulkanausbruchs an. Es folgen Bilder von konservierten Föten, die sich mit der Abbildung des Tollund-Manns abwechseln.
Eine riesige Tempelanlage rückt ins Bild und gibt Einblicke in das Leben buddhistischer Mönche, vom Bedienen der Gebetsmühle bis zum Erstellen eines Mandalas aus buntem Sand, dessen feinste Strukturen und Formen in perfekter Symmetrie zu stehen scheinen. Luftbilder zeigen die Weite einer Wüste und zerstörte Skulpturen und andere Zeugnisse der dort untergegangenen Kulturen. Der Schauplatz wechselt nach New Orleans, wo der Hurrikan Katrina große Teile der Stadt zerstört hatte. Es folgen Eindrücke vom prachtvollen französischen Schloss Versailles, danach Aufnahmen von unterschiedlichen Kindstaufen und Bilder der Kathedrale Notre-Dame de Paris. Erneut wechselt der Schauplatz zu Naturwundern und heiligen Orten unterschiedlicher Religionen, aufgenommen kurz vor Sonnenauf- bzw. Untergang. Es folgen Bilder afrikanischer Eingeborenen in traditioneller Gesichtsbemalung sowie afrikanische Mütter mit ihren Kindern. Im Gegensatz dazu springt die Szenerie zum Getümmel der Großstadt mit seinem nichtversiegenden Verkehrsstrom, monotonen Arbeitsstätten und sehr hektisch dargestellten Freizeitbetätigungen. Von den wüstenhaften Großstädten Amerikas „fliegt“ die Kamera über den Ozean bis nach Dubai und den dort neu erbauten Palm Islands. Es schließt sich ein Kurzbesuch in der Oper an mit daran anschließendem Gewühle in der Großstadt: Menschen die sich in Bahnen drängeln, um meist zur Arbeit zu gelangen. An den Arbeitsstätten in riesigen Fabrikhallen bauen Frauen am Fließband Bügeleisen zusammen – monoton und roboterhaft. Kurz darauf verweist die Kamera auf die Produkte des menschlichen Konsums und deren weltliches Ende: Autos werden in der Schrottpresse zusammengedrückt, ausgediente PCs stapeln sich in einer Lagerhalle und werden von Männern auseinandergebaut, der nicht mehr benötigte Rest wird geschreddert. Nach diesen Konsumgütern folgt der Schwenk auf die Nahrungsmittelproduktion: Hunderte Arbeiter in einer Halle fertigen im Akkord am Band und von Hand Teigtaschen mit Gemüsefüllung. Es folgt ein bedrückender Abschnitt über die Massentierverarbeitung. Tausende schlachtreife Hühnchen werden von einer Maschine staubsaugerartig aus der Menge gesaugt und von Arbeitern in Plastikkästen zum weiteren Transport verfrachtet. Die Zerteilung der geschlachteten Tiere übernehmen wieder Hunderte Menschen in einer riesigen Halle. Kühe in Massentierhaltung werden, zu Dutzenden gleichzeitig, auf einem Melkkarussell gemolken, Mutterschweine müssen, eingezwängt in ein Metallgestell, ihre Ferkel säugen. Es folgt die fließbandmäßige Verarbeitung geschlachteter Mastschweine zum portionierten Stück Fleisch. Eine Supermarktszene zeigt Menschenmassen beim Einkauf und dem Verzehr von Nahrung in einem Schnellrestaurant. Im Resultat: fettleibige Menschen, bei denen der Arzt eine Operation zur Reduzierung des Körperfettes vorbereitet. Eine Frau unterzieht sich einer Schönheitsoperation zur Korrektur ihrer Nase. Die Kamera schwenkt in eine Produktionsstätte für Plastikliebespuppen, deren Gesichter mit großer Sorgfalt gefertigt werden, um eine ganz bestimmte Klientel anzusprechen. Doch auch die Menschen werden zu einer solchen Konsumware und Frauen werden gezeigt, wie sie Tanzen, um Männern zu gefallen. Bilder der Großstadt wechseln mit Aufnahmen in Slums bis hin zu einer riesigen Mülldeponie auf der Erwachsenen und Kinder nach Brauchbarem suchen. Von hier wechselt die Szenerie zu Schwefelarbeitern, die zu Fuß das Element in Körben aus einem Krater holen und kilometerweit herauf transportieren. Es folgt die Konfrontation mit dem Lebensende. Sowohl sehr individuelle Särge werden gezeigt, aber auch parallel die Herstellung von Waffen und Munition, die dann in allen Teilen der Erde wiederzufinden sind. Militärparaden sind zu sehen und Massensportveranstaltungen, sowie die Grenze zwischen Nord- und Südkorea, die mit Waffengewalt überwacht wird.
Massen muslimischer Pilger ziehen zur Kaaba in Mekka und beten. Die Dokumentation endet mit Bildern vom Anfang und die buddhistischen Mönche zerstören jetzt ihr Mandala, um die Vergänglichkeit aller Dinge zu symbolisieren. Diese Handlung zeigt, dass alles im Leben temporär ist und losgelassen werden muss, um den Kreislauf von Geburt, Tod und Wiedergeburt zu verstehen und spirituelle Erleuchtung zu erlangen. Tempeltänzerinnen beschließen das Bild und unterstreichen die Verbindung zwischen verschiedenen spirituellen Traditionen und der universellen Suche nach Bedeutung und Transzendenz.

## Hintergrund
Der Filmtitel Samsara ist ein Wort, das aus dem Sanskrit, einer Form des Alt-Indischen, stammt. Es bedeutet so viel wie „der immerwährende Zyklus des Seins“ bzw. „der Kreislauf von Werden und Vergehen“.

## Kritik
Prime-Video wertete: „Samsara, [ist] eine filmisch geführte Meditation über den Kreislauf des Lebens, […] Der Film zeigt anhand von realistischen Szenen aus dem Alltag unserer Welt die ganze Bandbreite der sowohl schönen und angenehmen als auch der grauenhaften und schrecklichen Seiten unseres Daseins. Dabei sind oft die Szenen am beeindruckendsten und schockierendsten, denen wir tagtäglich begegnen, die wir jedoch gar nicht mehr bewußt wahrnehmen, weil wir sie verdrängen. Wer macht sich schon noch große Gedanken über den täglichen Verkehrswahnsinn in unseren Großstädten, über die Erzeugung und Verteilung von Nahrungsmitteln, über menschenverachtende Arbeitsmethoden und dergleichen mehr. Ron Fricke gelingt dies in seinem Film ohne irgendeine Kommentierung hervorragend.“
epd-film.de kritisiert: „Befremdlich aber auch hier wieder die weitgehende Fixierung der US-amerikanischen Produktion auf exotische Menschen und Orte, von denen einige in den letzten Jahrzehnten fast zu Standardtopoi dokumentarischer Schaulust geworden sind: Indonesische Schwefelminen, chinesische Arbeiterkolonnen, brasilianische Müllhalden – alles in Panavision mit opulenter Musikbegleitung. Irgendwann kommt da der Gedanke, ob es – gerade bei dem von den Autoren für sich postulierten spirituellen Ansatz – nicht angemessener gewesen wäre, der Welt auch filmtechnisch mit weniger Gigantomanie und mehr Demut entgegenzutreten.“
„Welche Eindrücke auch immer das Publikum bei Samsara für sich aus dem Kino mitnimmt, jeder wird das Gesehene anders deuten.“ „Doch sollte man sich keine Illusionen machen: So malerisch manche Naturaufnahmen sein mögen, so neugierig der Filmemacher wirkt, wenn er sich Naturvölkern nähert, die bislang unberührt scheinen, so schockierend sind andere Elemente und so unangenehm die Bezüge, die er dazwischen herstellt.“